# Georg Franz Hoffmann
Georg Franz Hoffmann (Marktbreit, 13 de janeiro de 1760 – Moscovo, 17 de março de 1826) foi um botânico alemão.

## Biografia
Hoffmann nasceu em Marktbreit, na Alemanha. Doutorou-se na Universidade de Erlangen (1786). De 1787 a 1792 trabalhou como professor da mesma Universidade. Depois, Hoffmann foi nomeado director do Departamento de Botânica e do Jardim Botânico na Universidade de Göttingen (1792-1803).
Em Janeiro de 1804 muda-se para Moscovo, como botânico, onde era bem conhecida sua trajectória e a sua obra, pois era o autor de vários trabalhos sobre sistemática e sobre a utilização de liquenes. Para além disso, era especialista no género Salix. Também havia publicado, ainda na Alemanha, duas edições da sua "Flora da Alemanha".
Em Moscovo, Hoffmann  publicou a sua monografia clássica "Genera Plantarum Umbelliferarum" (1814, 1816), uma descrição do Jardim Botânico da Universidade de Moscovo, na qual se incluem 3528 espécies de plantas (1808). Hoffmann foi um magnífico conferencista e as suas lições na Universidade foram atendidas por Goethe e Humboldt. Também era um desenhador de talento e ele mesmo ilustrou algumas de suas publicações.
Durante a sua estadia em Göttingen, Hoffmann havia reunido um herbário importante que levou para Moscovo, para junto da sua biblioteca. As plantas que o próprio Hoffmann tinha recolectado eram escassas: a maioria eram de colecções de outros botânicos do seu tempo. Esta colecção salvou-se do incêndio em sua casa, em 1812, onde se queimaram seus manuscritos e a sua biblioteca.
Actualmente, a maior parte da sua colecção encontra-se no Herbário da Universidade de Moscovo.
Em honra a F. G. Hoffmann foi colocado o nome do género Hoffmannia Sw. 1788. da família das Rubiaceae e Hoffmannia Willd. 1789. (= Psilotum, Psilotaceae).

## Obras
- "Descriptio et adumbratio plantarum e classe cryptogámica Linnaei qua lichenes dicuntur...", Hoffman G.F. (1781-1826).
- "Historia salicum, iconibus illustrata...", Hoffman G.F. (1781-1791).
- " Vegetabilia cryptogama ", Hoffman G.F. (1790).
- "Hortus Gottingensis quem proponit simulque Orationem inchoandae Professioni Sacram.", Göttingen. (1793).
- "Enumeratio plantarum et seminum hort botanici mosquensis", Moscú, Hortus Mosquensis, Hoffman G.F. (1808).
- "Genera Plantarum Umbelliferarum", Hoffman G.F. (1814, 1816).
- "Herbarium vivum, sive collectio plantarum siccarun, Caesareae Universitatis Mosquensis. Pars secunda, continents . . .". Hoffman G.F. Moscú (1825).